# 오야마 유스케
오야마 유스케(일본어: 大山 悠輔, 1994년 12월 19일 ~ )는 일본의 프로 야구 선수이며, 현재 센트럴 리그인 한신 타이거스의 소속 선수(내야수, 외야수)이다. 이바라키현 시모쓰마시 출신이다.

## 상세 정보

### 출신 학교
- 쓰쿠바슈에이 고등학교
- 하쿠오 대학

### 선수 경력
- 한신 타이거스(2017년 ~ )

### 수상·타이틀 경력

#### 타이틀
- 최고 출루율 : 1회(2023년)

#### 수상
- 베스트 나인 : 1회(2023년) ※1루수 부문
- 골든 글러브상 : 1회(2023년) ※1루수 부문
- 센트럴·퍼시픽 교류전 닛폰 생명상 : 1회(2022년)
- 일본 시리즈 SMBC 모두의 성원상 : 1회(2023년)

- 월간 사요나라상 : 1회(2021년 7·8월)
- 한신 타이거스 DID 어워드
  - 월간상 : 4회(2022년 5월, 2022년 6월, 2022년 8월, 2023년 8월)
  - 연간 대상 : 1회(2022년)
- 기린 맥주 빅보드상(2021년) ※구단에서는 아라이 다카히로(2013년) 이후 두 번째
- 한신 타이거스 격려 시리즈 우수 선수(2022년)

### 개인 기록

#### 첫 기록
- 첫 출장·첫 타석 : 2017년 6월 23일, 대 히로시마 도요 카프 10차전(MAZDA Zoom-Zoom 스타디움 히로시마), 5회초에 랜디 메신저의 대타로 출장, 크리스 존슨으로부터 헛스윙 삼진
- 첫 선발 출장 : 2017년 6월 29일, 대 주니치 드래건스 12차전(나고야 돔), 6번·1루수로 선발 출장
- 첫 안타·첫 타점·첫 홈런 : 2017년 7월 1일, 대 도쿄 야쿠르트 스왈로스 11차전(한신 고시엔 구장), 3회말에 하라 주리로부터 좌월 3점 홈런
- 첫 도루 : 2017년 7월 19일, 대 히로시마 도요 카프 14차전(한신 고시엔 구장), 6회말에 2루 안착(투수: 나카타 렌, 포수: 아이자와 쓰바사)

##### 기록 달성 경력
- 통산 100홈런 : 2022년 7월 3일, 대 주니치 드래건스 14차전(반테린 돔 나고야), 2회초에 야나기 유야로부터 중월 2점 홈런 ※역대 305번째[3]

#### 그 외의 기록
- 한 이닝 2홈런 : 2018년 9월 16일, 대 요코하마 DeNA 베이스타스 20차전(요코하마 스타디움), 3회초에 이마나가 쇼타로부터 좌월 솔로, 다나카 겐지로로부터 좌월 2점 홈런 ※역대 20명째(22번째)[4]
- 한 경기 6안타 : 상동, 이마나가 쇼타로부터 2안타, 다나카 겐지로, 이시다 겐타, 미시마 가즈키, 스나다 요시키로부터 각각 1안타씩 ※역대 9번째, 양대 리그제 이후 최다 타이 기록, 3홈런 포함해 6안타는 사상 최초[4][주 1]
- 한 경기 3홈런 : 2회 ※2회 이상 기록한 것은 한신 구단 역사상 4번째[5]
  - 첫 번째 : 상동, 이마나가 쇼타로부터 좌월 솔로, 다나카 겐지로로부터 좌월 2점, 스나다 요시키로부터 좌월 3점 ※한신 구단에서는 2009년의 크레이그 브라젤 이후 9년 만이며, 한 이닝 2홈런을 포함한 한 경기 3홈런은 역대 4번째[4]
  - 두 번째 : 2022년 6월 3일, 대 홋카이도 닛폰햄 파이터스 1차전(한신 고시엔 구장), 우와사와 나오유키로부터 좌월 솔로, 우와사와 나오유키에서 중월 솔로, 호리 미즈키로부터 좌월 솔로 ※고시엔에서 기록한 것은 2011년 터멜 슬레지 이후 11년 만의 기록[5]
- 올스타전 출장 : 2회(2022년, 2023년)

### 등번호
- 3(2017년 ~ )
  - 8(2018년 사무라이 재팬 평가전)

### 연도별 타격 성적
| 연 도      | 소 속      | 경 기 | 타 석 | 타 수 | 득 점 | 안 타 | 2 루 타 | 3 루 타 | 홈 런 | 루 타 | 타 점 | 도 루 | 도 루 자 | 희 생 번 | 희 생 플 | 볼 넷 | 고 4 | 사 구 | 삼 진 | 병 살 타 | 타 율 | 출 루 율 | 장 타 율 | O P S |
| ---------- | ---------- | ----- | ----- | ----- | ----- | ----- | ------- | ------- | ----- | ----- | ----- | ----- | -------- | -------- | -------- | ----- | ---- | ----- | ----- | -------- | ----- | -------- | -------- | ----- |
| 2017년     | 한신       | 75    | 221   | 198   | 25    | 47    | 10      | 2       | 7     | 82    | 38    | 2     | 2        | 1        | 1        | 18    | 0    | 3     | 41    | 4        | .237  | .309     | .414     | .723  |
| 2018년     | 한신       | 117   | 378   | 347   | 48    | 95    | 19      | 4       | 11    | 155   | 48    | 5     | 3        | 1        | 2        | 26    | 0    | 2     | 54    | 14       | .274  | .326     | .447     | .773  |
| 2019년     | 한신       | 143   | 587   | 538   | 52    | 139   | 33      | 1       | 14    | 216   | 76    | 3     | 0        | 1        | 4        | 39    | 3    | 5     | 98    | 12       | .258  | .312     | .401     | .714  |
| 2020년     | 한신       | 116   | 471   | 423   | 66    | 122   | 21      | 5       | 28    | 237   | 85    | 1     | 3        | 1        | 1        | 41    | 6    | 5     | 96    | 15       | .288  | .357     | .560     | .918  |
| 2021년     | 한신       | 129   | 512   | 466   | 55    | 121   | 23      | 2       | 21    | 211   | 71    | 2     | 1        | 0        | 7        | 37    | 1    | 2     | 89    | 15       | .260  | .313     | .453     | .765  |
| 2022년     | 한신       | 124   | 510   | 439   | 54    | 117   | 18      | 1       | 23    | 206   | 87    | 0     | 1        | 1        | 5        | 59    | 5    | 6     | 103   | 17       | .267  | .358     | .469     | .827  |
| 2023년     | 한신       | 143   | 625   | 513   | 80    | 148   | 29      | 0       | 19    | 234   | 78    | 3     | 3        | 0        | 8        | 99    | 5    | 5     | 120   | 13       | .288  | .403     | .456     | .859  |
| 통산 : 7년 | 통산 : 7년 | 847   | 3304  | 2924  | 380   | 789   | 153     | 15      | 123   | 1341  | 483   | 16    | 13       | 5        | 28       | 319   | 20   | 28    | 601   | 90       | .270  | .344     | .459     | .803  |

- 2023년 시즌 종료 기준.
- 굵은 글씨는 시즌 최고 성적.

### 연도별 타격 성적 소속 리그내에서의 순위
| 연 도 | 연 령 | 리 그       | 타 율 | 안 타 | 2 루 타 | 3 루 타 | 홈 런 | 타 점 | 도 루 | 출 루 율 |
| ----- | ----- | ----------- | ----- | ----- | ------- | ------- | ----- | ----- | ----- | -------- |
| 2017  | 22    | 센트럴 리그 | -     | -     | -       | -       | -     | -     | -     | -        |
| 2018  | 23    | 센트럴 리그 | -     | -     | -       | 9위     | -     | -     | -     | -        |
| 2019  | 24    | 센트럴 리그 | -     | -     | 4위     | -       | -     | -     | -     | -        |
| 2020  | 25    | 센트럴 리그 | -     | 8위   | -       | 2위     | 2위   | 3위   | -     | -        |
| 2021  | 26    | 센트럴 리그 | -     | -     | -       | -       | 10위  | 8위   | -     | -        |
| 2022  | 27    | 센트럴 리그 | -     | -     | -       | -       | 7위   | 2위   | -     | 6위      |
| 2023  | 28    | 센트럴 리그 | 6위   | 4위   | 6위     | -       | 9위   | 5위   | -     | 1위      |

- 연도에서 굵은 글씨는 규정 타석에 도달한 연도
- ‘-’는 10위 미만(타율, OPS는 규정 타석에 도달하지 않은 경우에도 ‘-’로 표기)

### 연도별 수비 성적
| 연도 | 소속 | 1루   | 1루   | 1루   | 1루   | 1루   | 1루      | 2루   | 2루   | 2루   | 2루   | 2루   | 2루      | 3루   | 3루   | 3루   | 3루   | 3루   | 3루      | 외야  | 외야  | 외야  | 외야  | 외야  | 외야     |
| 연도 | 소속 | 경 기 | 척 살 | 보 살 | 실 책 | 병 살 | 수 비 율 | 경 기 | 척 살 | 보 살 | 실 책 | 병 살 | 수 비 율 | 경 기 | 척 살 | 보 살 | 실 책 | 병 살 | 수 비 율 | 경 기 | 척 살 | 보 살 | 실 책 | 병 살 | 수 비 율 |
| ---- | ---- | ----- | ----- | ----- | ----- | ----- | -------- | ----- | ----- | ----- | ----- | ----- | -------- | ----- | ----- | ----- | ----- | ----- | -------- | ----- | ----- | ----- | ----- | ----- | -------- |
| 2017 | 한신 | 47    | 301   | 22    | 0     | 33    | 1.000    | 1     | 0     | 1     | 0     | 1     | 1.000    | 10    | 4     | 14    | 4     | 1     | .818     | 16    | 17    | 0     | 0     | 0     | 1.000    |
| 2018 | 한신 | 6     | 8     | 1     | 0     | 2     | 1.000    | -     | -     | -     | -     | -     | -        | 104   | 59    | 155   | 6     | 18    | .973     | 2     | 4     | 0     | 0     | 0     | 1.000    |
| 2019 | 한신 | 39    | 118   | 13    | 0     | 12    | 1.000    | -     | -     | -     | -     | -     | -        | 130   | 78    | 263   | 20    | 27    | .945     | -     | -     | -     | -     | -     | -        |
| 2020 | 한신 | 27    | 47    | 3     | 0     | 4     | 1.000    | -     | -     | -     | -     | -     | -        | 108   | 68    | 179   | 6     | 13    | .976     | 4     | 1     | 0     | 0     | 0     | 1.000    |
| 2021 | 한신 | 45    | 72    | 1     | 0     | 5     | 1.000    | -     | -     | -     | -     | -     | -        | 123   | 64    | 201   | 10    | 15    | .964     | -     | -     | -     | -     | -     | -        |
| 2022 | 한신 | 100   | 732   | 49    | 4     | 60    | .995     | -     | -     | -     | -     | -     | -        | 7     | 3     | 8     | 1     | 1     | .917     | 39    | 57    | 1     | 1     | 0     | .983     |
| 2023 | 한신 | 143   | 1286  | 109   | 9     | 118   | .994     | -     | -     | -     | -     | -     | -        | -     | -     | -     | -     | -     | -        | -     | -     | -     | -     | -     | -        |
| 통산 | 통산 | 407   | 2564  | 198   | 13    | 234   | .995     | 1     | 0     | 1     | 0     | 1     | 1.000    | 482   | 276   | 820   | 47    | 75    | .959     | 61    | 79    | 1     | 1     | 0     | .988     |

- 2023년 시즌 종료 기준.
- 굵은 글씨는 시즌 최고 성적.
- 연도에서 굵은 글씨는 골든 글러브상 수상 연도.

### 주해
1. ↑  NPB 최다 기록은 단일 리그 시대인 1949년에 오시타 히로시(도큐 플라이어스)가 기록했던 한 경기 7안타였다. 양대 리그 출범 후 최다 타이 기록이지만 NPB 역사상 공동 2위 기록에 해당한다.

### 출전
1. 1 2  “大山 悠輔（阪神タイガース）”. 《NPB.jp 일본 야구 기구》. 2022년 2월 26일. 2022년 2월 27일에 확인함.
2. ↑  “阪神 - 契約更改”. 《닛칸 스포츠》 (일본어). 2022년 12월 6일. 2022년 12월 7일에 확인함.
3. ↑  “【阪神】大山悠輔が通算１００号　今季１９号は先制２ラン”. 《스포츠 호치》. 2022년 7월 3일. 2022년 7월 3일에 확인함.
4. 1 2 3  “阪神大山、歴史に名を刻んだ６打数６安打３本塁打”. 《닛칸 스포츠》. 2018년 9월 17일. 2022년 8월 4일에 확인함.
5. 1 2  “【データ】阪神大山悠輔１試合３発２度以上はカークランド、田淵幸一、金本知憲に次ぐ球団４人目”. 《닛칸 스포츠》. 2022년 6월 3일. 2023년 6월 12일에 확인함.